# Alessandro Bovo
Alessandro Bovo (* 1. Januar 1969 in Genua) ist ein ehemaliger italienischer Wasserballspieler. Er war Olympiasieger 1992, Europameister 1993, Weltmeister 1994, Europameister 1995, Olympiadritter 1996 und gewann zweimal bei Mittelmeerspielen.

## Karriere
Alessandro Bovo spielte bei Rari Nantes Savona, italienischer Meister 1991, 1992 und 2005, sowie bei CUS d’Annunzio in Pescara, italienischer Meister 1997 und 1998.
Von Juni bis Juli 1991 fanden in Athen die Mittelmeerspiele statt. Die Italiener gewannen vor den Jugoslawen und den Griechen. Bei der Europameisterschaft in Athen im August 1991 siegten die Jugoslawen vor den Spaniern und der Mannschaft aus der Sowjetunion, die Italiener erreichten den vierten Platz. 1992 beim olympischen Wasserballturnier belegten die Italiener in der Vorrunde den zweiten Platz hinter den Spaniern, wobei der direkte Vergleich mit 9:9 endete. Nach einem 9:8 im Halbfinale über das Vereinte Team aus der Gemeinschaft Unabhängiger Staaten trafen die Italiener im Finale wieder auf die Spanier und gewannen mit 9:8. Bovo war in sieben Spielen dabei und warf ein Tor im Vorrundenspiel gegen Kuba.
In den nächsten Jahren folgte eine Siegesserie der italienischen Mannschaft. Im Juni 1993 siegten die Italiener bei den Mittelmeerspielen. Im August folgte der Gewinn der Europameisterschaft in Sheffield. Nach einem 10:9-Sieg über Spanien im Halbfinale bezwangen die Italiener im Finale die Ungarn mit 11:9. Bei der Weltmeisterschaft 1994 in Rom bezwangen die Italiener im Halbfinale die Kroaten mit 8:5, im Finale gelang den Italienern ein 10:5-Sieg gegen die Spanier. Bovo warf zwei Tore im Turnier.
1995 bei der Europameisterschaft in Wien war der italienische Kader deutlich verjüngt, da einige der Olympiasieger nach dem Weltmeistertitel ihre internationale Karriere beendet hatten. Die Italiener besiegten im Halbfinale die deutsche Mannschaft mit 10:9 und im Finale die Ungarn mit 10:8. Im Jahr darauf bei den Olympischen Spielen in Atlanta gewannen die Italiener ihre Vorrundengruppe und bezwangen im Viertelfinale die russische Mannschaft. Nach der 6:7-Halbfinalniederlage gegen die Kroaten besiegten die Italiener im Spiel um Bronze die Ungarn mit 20:18. Das Spiel endete erst nach der zweiten Verlängerung, Bovo traf in dieser torreichen Begegnung nicht, in den Spielen zuvor hatte er sechs Tore erzielt.
Bei der Europameisterschaft 1997 in Sevilla unterlagen die Italiener den Spaniern im Spiel um den fünften Platz mit 6:8. Im Jahr darauf verfehlten die Italiener auch bei der Weltmeisterschaft 1998 in Perth das Halbfinale, in der Platzierungsrunde erreichten sie den fünften Platz.
Nach dem Ende seiner Spielerkarriere wurde Bovo Trainer bei Associazione Nuotatori Brescia, 2021 gewann er mit diesem Verein seinen ersten Meistertitel als Trainer.